# Mona Hatoum

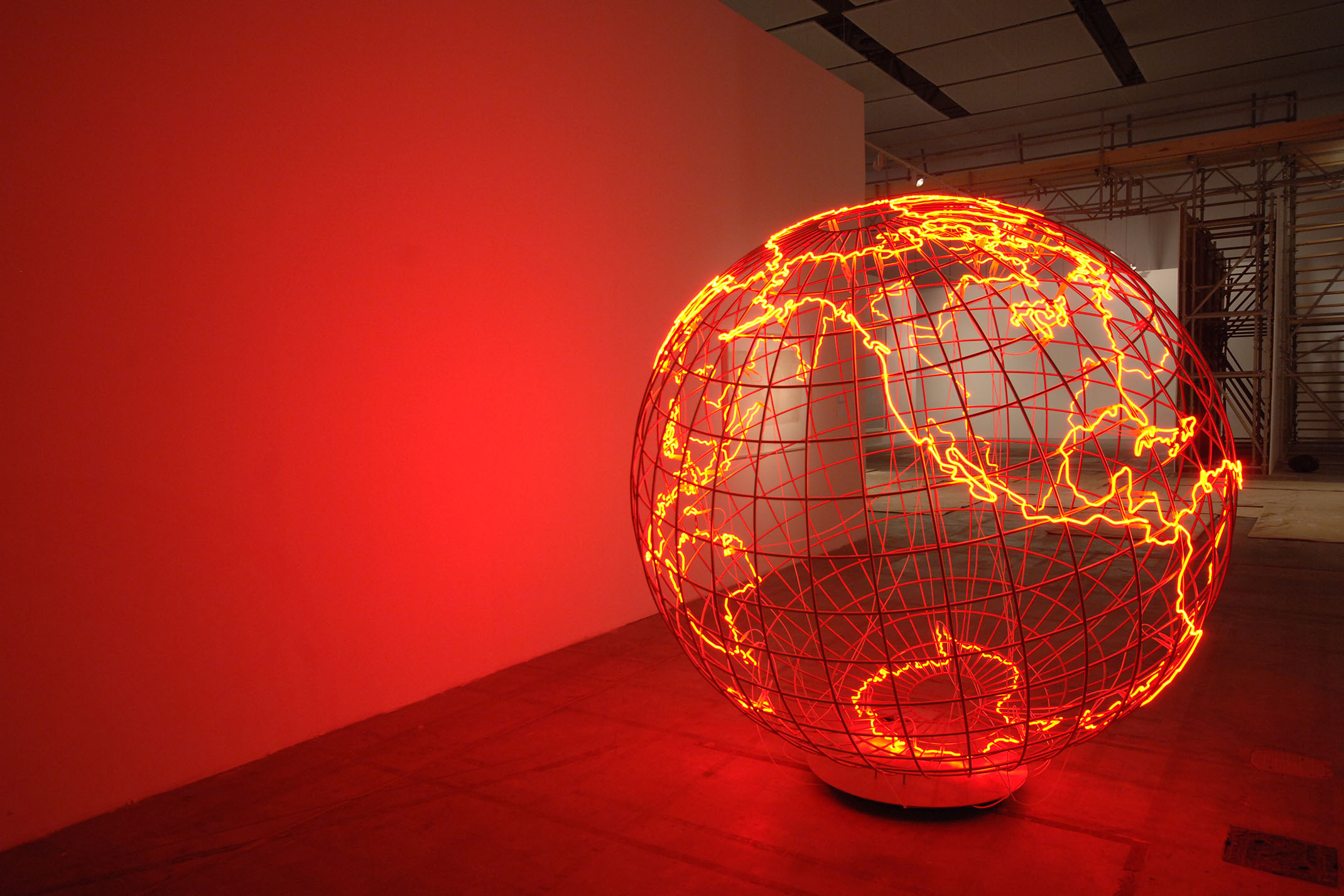
Hot Spot, 2006

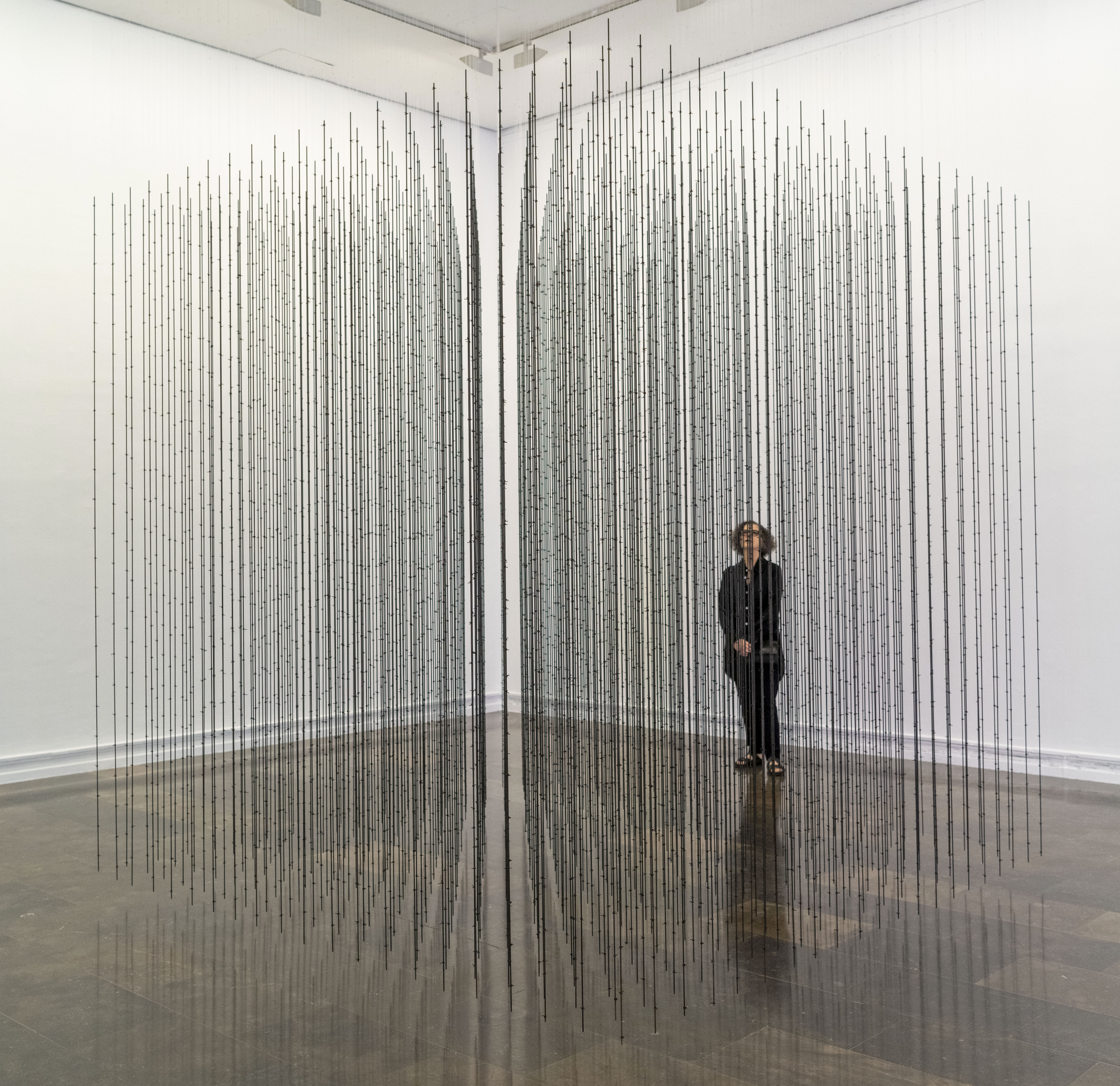
Mona Hatoum vid Impenetrable i Valencia 1999

Mona Hatoum, född 11 februari 1952 i Beirut, Libanon, är en konstnär som arbetar inom performance och installation.
Hon har utbildat sig i grafisk formgivning på Amerikanska universitetet i Libanon i Beirut och studerade konst 1975–1979 vid Byam Shaw School of Art och 1979–1981 på Slade School of Fine Art i London. Mellan 1986 och 1994 studerade hon på Central Saint Martins College of Art and Design i London och mellan 1992 och 1997 vid Jan van Eyck Academie i Maastricht i Nederländerna.
Hon var 1994/1995 gästprofessor på École nationale supérieure des beaux-arts i Paris och 1998 på Chelsea College of Art and Design i London. hon bor i Berlin och London.

## Biografi
Mona Hatoums föräldrar var palestinier, som i samband med 1948 års palestinska exodus fick lämna Haifa i dåvarande Brittiska Palestinamandatet. Föräldrarna valde att bosätta sig i Libanon, där Mona Hatoum senare föddes 1952. Hennes familj saknade palestinska identitetspapper, men fick genom faderns arbete på Storbritanniens ambassad både pass och identitetshandlingar. Under en resa till London 1975 utbröt det libanesiska inbördeskriget, och Mona Hatoum var tvungen att stanna kvar i London, där hon numera är verksam.

## Konstnärskap
I sin text ”Itinerary” tar Guy Brett fasta på Mona Hatoums tudelade känsla inför sin kulturella identitet och hur det sedermera har påverkat hennes konstnärskap i fråga om plats. Brett menar att hennes konst innefattar ett dialektiskt förhållande mellan ”place” och ”dicplacement" som kommer sig av hennes personliga historia. Mona Hatoum själv är dubbel till den betydelse hennes kulturella bakgrund har och menar att det är påfrestande att definieras utifrån en känsla av utanförskap, samtidigt som hon inte vill påstå att hennes kulturella bakgrund inte har någon betydelse.
Det förekommer ofta fabricerade föremål, såsom möbler, i Mona Hatoums konst. Dessa omformas alltid så att de mister sin ursprungliga funktion och snarast skapar en hotfull motbild till det normala. Verket Untitled (crutches) är en installation som visar två kryckor lutade mot en vägg. I kontakten med golvet viker de sig och ligger, till synes sladdriga och instabila, utslagna på golvet. Det som skall ge stöd är uppenbart oförmöget att bistå med det samma. En liknande typ av hotbild återfinns i verket Untitled (Wheelchair), en rullstol i rostfritt stål och gummi med knivar till handtag.
Mona Hatoums konst har även tydliga kopplingar till den teoretiska utgångspunkt som Richard Morris hade för sin konst, nämligen Merleau-Pontys fenomenologi. Flertalet av hennes verk anspelar på den spatiala upplevelsen och mening uppstår först i mötet med en betraktare.
Verket You are still here, föreställande en spegel med inskriptionen ”you are still here”, är ett tydligt exempel på hur Mona Hatoum behandlar den kroppsliga närvaron. Den som står framför spegeln betraktar sitt eget ansikte i förhållande till texten och beroende på vad betraktaren fokuserar på förskjuts uppfattning av den egna reflektion. Om ögats fokus läggs på ansiktet ser betraktaren sig utifrån som ett objekt, om fokus däremot läggs på texten förflyttas uppmärksamheten till den fysiska närvaron i rummet. Denna närvaro är något som Mona Hatoum eftersträvar i sina verk som gärna skall engagera betraktaren på ett fysiskt, sensuellt och känslomässigt sätt.
Det är svårt att entydigt kategorisera Mona Hatoums konst som minimalistisk. Det finns inte desto mindre en tradition av estetisk reduktion i hennes verk, där formen och materialet blir oerhört viktiga i relation till varandra. Den dubbelhet som återfinns i henned användande av vardagliga ting kan också spåras i hennes materialval. En dörrmatta ser på avstånd ut att vara gjord i ett borstigt, organiskt material, men vid en närmare efterforskning visar det sig att mattan utgörs av spikar som i Pin Rug. Eller att det mjuka silikonet som utgör Entrails Carpetde facto är format som inälvor.
I Mona Hatoums konst återkommer ofta likartade element. Hon har ofta använt sig av resväskor, rivjärn, mattan som form och idé, durkslag och el-artiklar som är kopplade med sladdar sinsemellan. Denna repetitiva aspekt av hennes konst förenar henne med det industrialistiska tänkandet hos minimalisterna: materialet är inte unikt, utan kan återfinnas i det massproducerade.

## Priser
- 1995 Nominering till Turnerpriset
- 2004 Sonningpriset
- 2004 Roswitha Haftmann-Preis
- 2008 Schockpriset i visuell konst ”för ett rikt och mångförgrenat konstnärskap som gestaltat erfarenheter som har med exil och genus att göra. Med stor receptivitet har hon använt sig av de senaste decenniernas nya inmutningar när det gäller uttrycksmedel och materialval för att föra fram ett angeläget innehåll och djupgående personliga erfarenheter”.
- 2010 Käthe Kollwitzpriset
- 2011 Premio Joan Miró
- 2019 Praemium Imperiale